# Biserica de lemn „Sfântul Nicolae” din Cenac
Biserica de lemn „Sf. Nicolae” este o biserică amplasată în Cenac, raionul Cimișlia, Republica Moldova. Este un monument arhitectural de importanță națională inclus în Registrul monumentelor Republicii Moldova ocrotite de stat cu nr. 201 (raionul Cimișlia). Datează din 1853.